# Aleksandar Šapić
Aleksandar Šapić (serbisch-kyrillisch Александар Шапић; * 1. Juni 1978 in Belgrad) ist ein serbischer Politiker und früherer Wasserballspieler.

## Karriere als Sportler
Bei den Olympischen Spielen 2000 in Sydney gewann Šapić mit der Nationalmannschaft Serbien-Montenegros eine Bronzemedaille, bei den Olympischen Spielen 2004 in Athen eine Silbermedaille und wurde dort auch jeweils Torschützenkönig. Die Goldmedaille gewann Šapić mit dieser Mannschaft bei der Weltmeisterschaft 2005 in Montreal und bei der Weltliga 2005 in Belgrad. Am 10. September 2006 holte er mit der serbischen Nationalmannschaft die Europameisterschaft in Belgrad, den ersten Titel unter dem neuen Namen. Bei den Olympischen Spielen 2008 gewann er wiederum die Bronzemedaille. Er beendete seine Nationalmannschaftskarriere im Jahr 2009 nach 385 Spielen und 981 Toren.
Šapić spielte nach seinem Weggang von VK Becej 2001 in der starken italienischen Liga für RN Camogli und RN Savona und gewann mit Savona 2005 die LEN-Trophy. 2006 wechselte er in die russische Liga zu Shturm 2002 Tschechov. Dort erhielt er einen Drei-Jahres-Vertrag, der ihm jährlich 300.000 US-Dollar einbrachte und damit zum damals bestbezahlten Wasserballer machte.
Mannschaften
| Team                  | Nr. | von/bis   |
| --------------------- | --- | --------- |
| Shturm 2002 Tschechov | 10  | 2006–2009 |
| RN Savona             | 10  | 2004–2006 |
| RN Camogli            | 10  | 2001–2004 |
| VK Becej              |     | –2001     |

## Karriere als Politiker
Šapić wechselte nach dem Ende seiner Sportlerkarriere im Mai 2009 in die Politik. Er war im Sommer 2006 unter großem Medienaufsehen in die sozialdemokratische Demokratska Stranka (DS) (deutsch Demokratische Partei) eingetreten, die damals auf nationaler Ebene in der Opposition, auf lokaler Ebene in Belgrad aber in Regierungsverantwortung war. Šapić arbeitete zunächst als persönlicher Assistent für den Belgrader Bürgermeister Dragan Đilas, der 2012 bis 2014 Vorsitzender der DS auf nationaler Ebene war, und wurde 2011 zum Parteivorsitzenden der DS in Belgrad und 2012 zum Vorsteher des bevölkerungsreichsten Belgrader Stadtbezirks Novi Beograd gewählt. Nach dem Rückzug Đilas’ 2014 setzte Šapić seine Karriere fort, trat aber wie sein Mentor aus der DS aus und ist parteilos (Stand 2016). Er siegte bei der Kommunalwahl im April 2016 mit 35 Prozent der Stimmen und wurde daraufhin für eine zweite Amtszeit als Gemeindevorsteher wiedergewählt.
Es kam zu einer Reihe von Skandalen. So musste er als Generalsekretär der DS im Dezember 2013 zurücktreten, nachdem er einen als geschmacklos betrachteten Tweet über den österreichischen Außenminister Sebastian Kurz gesendet hatte. Im Juli 2014 geriet er in die Kritik, als gegen seine Doktorarbeit im Zusammenhang mit ähnlichen Vorwürfen gegen Politiker der konkurrierenden konservativen Serbischen Fortschrittspartei Plagiatsvorwürfe erhoben wurden. Er war 2012 an der Fakultät für Unternehmen und Management der privaten Universität Union mit einer Arbeit über Marketing promoviert worden. Šapić wird zudem kritisiert, weil er seine Eltern 2016 auf seiner Wahlliste aufstellen ließ. Er gilt trotzdem als einer der beliebtesten Politiker Serbiens.